# Транспорт в Северна Корея
Транспортната мрежа в Северна Корея е силно развита, но остаряла. През 1990 година в страната е имало около 30 000 км пътища, от които едва около 1700 - асфалтирани. Вследствие на природните бедствия в средата на 90-те пътната инфраструктура е силно засегната, и днес пътищата са с обща дължина от 25 554 км, от които 724 км асфалтирани. Най-голямата и добре поддържана магистрала е от Пхенян до Вонсан, с дължина от около 200 км. Широко застъпен е железопътният транспорт. Железопътната мрежа е с дължина 5235 км, от които 3500 км са електрифицирани. Заради големите запаси от въглища в страната все още се използват парни локомотиви, за транспорт на стоки и пътници. Множеството реки, които текат през КНДР улесняват допълнително евтиния воден транспорт. Общата дължина на водните пътища е 2250 км. Търговската флотилия на КНДР се състои от 203 кораба.
Основни пристанища са градовете Хамхун, Чонджин, Кимчек, Хечу и Нампхо. Броят на летищата е 78, а на вертолетните площадки - 23. Летищата с асфалтирани писти са 35, а с неасфалтирани — 43. Основен въздушен превозвач е държавната компания Ер Корьо, с редовни полети до Москва, Пекин, Бангкок, Макао и Владивосток. Тя разполага с 34 самолета, предимно руско производство. Градският транспорт е най-развит в столицата, където населението се придвижва с трамваи, тролейбуси и метро. Заради недостига на гориво автобусите са използват рядко. Автомобилите също са рядкост, но велосипедите са се превърнали в основния начин за придвижване на голяма част от населението, като 7 от 10 жилища разполагат с колело.